# André-Marie Tremblay
 (décembre 2017).
Si vous disposez d'ouvrages ou d'articles de référence ou si vous connaissez des sites web de qualité traitant du thème abordé ici, merci de compléter l'article en donnant les références utiles à sa vérifiabilité et en les liant à la section « Notes et références ».
André-Marie Tremblay est un professeur et physicien québécois.

## Biographie
Il a obtenu un B.Sc. de l'Université de Montréal en 1974 et un Ph.D. du Massachusetts Institute of Technology en 1978. Il a été chercheur post-doctoral à l'Université Cornell jusqu'en 1980.  
Il enseigne maintenant à l'Université de Sherbrooke.
Il s'intéresse aux études théoriques sur les électrons fortement corrélés (ou matériaux quantiques). En particulier les modèles pour la supraconductivité à haute température de transition. 

## Distinctions
- 1986 - Médaille Herzberg de l'Association canadienne des physiciens et physiciennes
- 1987 - Bourses commémoratives E.W.R. Steacie
- 1992 - Bourse Killam
- 2001 - Prix ACP-CRM en physique théorique et mathématique
- 2003 - Prix Urgel-Archambault de l'ACFAS
- 2004 - Membre de la Société royale du Canada